# 1743 w polityce

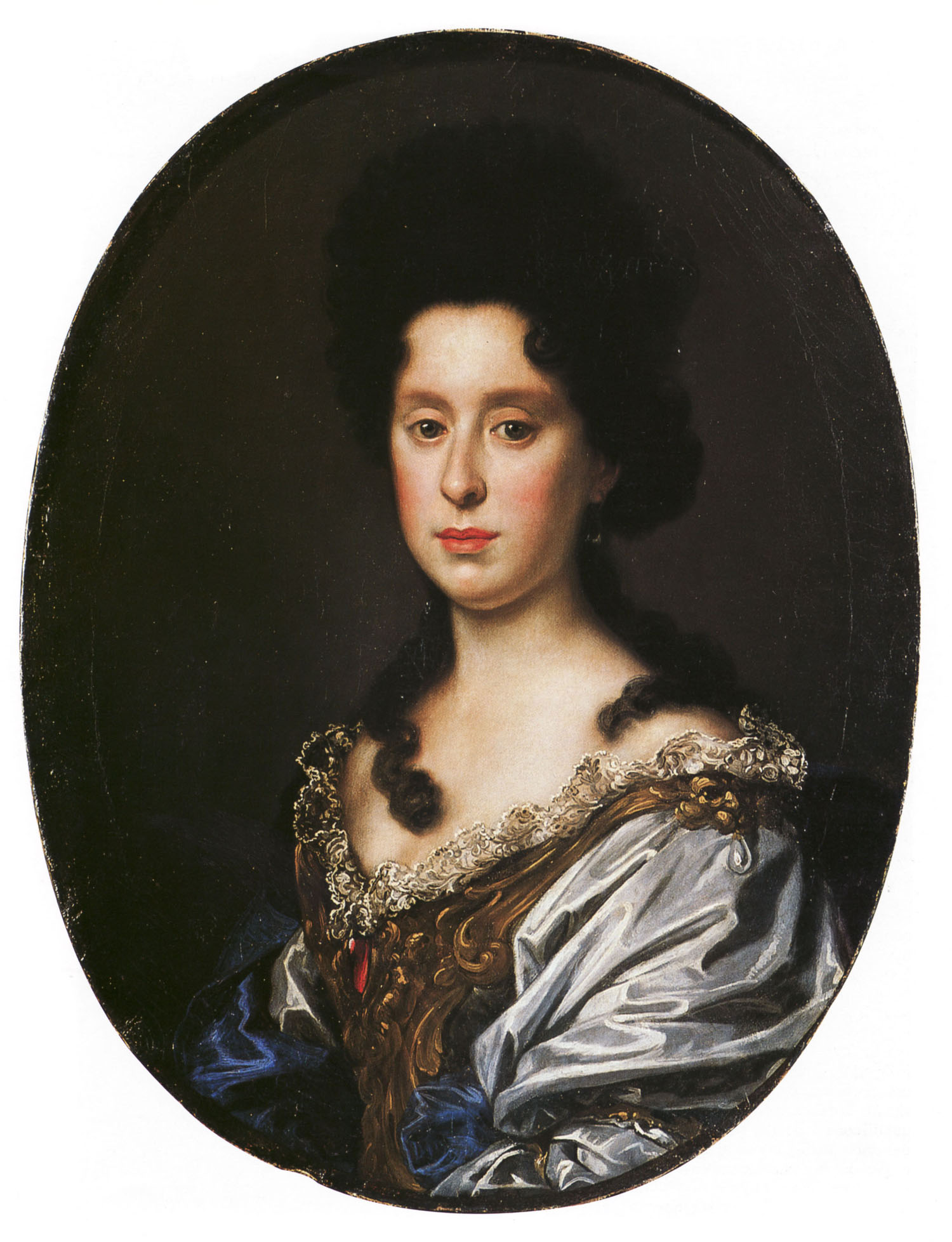
Anna Maria Medycejska

Wydarzenia polityczne w 1743 roku.

## Zmarli
- 18 lutego Anna Maria Medycejska, wielka księżna Toskanii[1].